# Zafar Hayat
Zafar Hayat (ur. 31 marca 1927) – pakistański hokeista na trawie, medalista olimpijski.
Grał jako pomocnik. Uczestniczył w Letnich Igrzyskach Olimpijskich 1964, na których zdobył srebrny medal. Wystąpił w trzech spotkaniach, w których nie strzelił bramki.
W latach 1960–1964 rozegrał w drużynie narodowej 25 spotkań, w których raz trafił do bramki rywala. Zdobył złoty medal Igrzysk Azjatyckich 1962.